# Râul Focșa
Râul Focșa este un curs de apă, afluent de dreapta al râului Olt din Județul Vâlcea.

## Generalități
Râul Focșa nu are afluenți semnificativi.

## Hărți
- Harta județului Vâlcea - Județul Vâlcea